# Draft 1966 de la NBA
1965 1967
La draft 1966 de la NBA est la 20e draft annuelle de la National Basketball Association (NBA), se déroulant en amont de la saison 1966-1967. Elle s'est tenue le 11 mai 1966 et le 12 mai 1966 à New York. Cette draft se compose de 19 tours avec 112 joueurs sélectionnés,.
Lors de cette draft, 10 équipes de la NBA choisissent à tour de rôle des joueurs évoluant au basket-ball universitaire américain. Un joueur qui a terminé son cursus de quatre ans à l’université est admissible à la sélection. Si un joueur quitte l’université plus tôt, il n'est pas éligible pour la sélection jusqu’à ce qu'il ait obtenu son diplôme. Les deux premiers choix de la draft se décident entre les deux équipes arrivées dernières de leur division l'année précédente, à l'issue d'un pile ou face, mettant fin au système de territorial pick. Les choix de premier tour restant et les choix de draft sont affectés aux équipes dans l'ordre inverse de leur bilan victoires-défaites lors de la saison 1965-1966.
Les Bulls de Chicago, nouvelle franchise de la ligue, prennent part à la draft pour la première fois, avec le dernier choix de chaque tour. La franchise a pris également part à une draft d'expansion en amont de la draft, leur permettant de sélectionner des joueurs d'autres franchises, non protégés.
Le premier choix de la draft, sélectionné par les Knicks de New York, est Cazzie Russell évoluant aux Wolverines du Michigan en NCAA.
C'est le second choix, Dave Bing, sélectionné par les Pistons de Détroit, qui a remporté le titre de NBA Rookie of the Year à l'issue de la saison. Il est également le seul joueur de la classe de draft, avec Lou Hudson, à avoir été intronisé au Basketball Hall of Fame.

## Draft
| ^ | Signale un joueur qui a été intronisé au Basketball Hall of Fame                                                                |
| * | Signale un joueur qui a été sélectionné pour au moins un match annuel NBA All-Star Game et une récompense annuelle All-NBA Team |
| + | Signale un joueur qui a été sélectionné pour au moins un match annuel NBA All-Star Game                                         |
| R | Signale le joueur qui a remporté le titre de NBA Rookie of the Year                                                             |

### Premier tour
| Rang | Joueur                           | Nationalité | Équipe NBA                | Université/Lycée/Club |
| ---- | -------------------------------- | ----------- | ------------------------- | --------------------- |
| 1    | Cazzie Russell+ (arrière/ailier) | États-Unis  | Knicks de New York        | Michigan              |
| 2    | Dave Bing^ R (arrière)           | États-Unis  | Pistons de Détroit        | Syracuse              |
| 3    | Clyde Lee+ (ailier/pivot)        | États-Unis  | Warriors de San Francisco | Vanderbilt            |
| 4    | Lou Hudson^ (ailier)             | États-Unis  | Hawks de Saint-Louis      | Minnesota             |
| 5    | Jack Marin+ (arrière/ailier)     | États-Unis  | Bullets de Baltimore      | Duke                  |
| 6    | Walt Wesley (pivot)              | États-Unis  | Royals de Cincinnati      | Kansas                |
| 7    | Jerry Chambers (ailier)          | États-Unis  | Lakers de Los Angeles     | Utah                  |
| 8    | Jim Barnett (arrière/ailier)     | États-Unis  | Celtics de Boston         | Oregon                |
| 9    | Matt Guokas (arrière/ailier)     | États-Unis  | 76ers de Philadelphie     | St. Joseph's          |
| 10   | Dave Schellhase (arrière)        | États-Unis  | Bulls de Chicago          | Purdue                |

### Deuxième tour
| Rang | Joueur                       | Nationalité | Équipe NBA                | Université/Lycée/Club |
| ---- | ---------------------------- | ----------- | ------------------------- | --------------------- |
| 11   | Henry Akin (pivot/ailier)    | États-Unis  | Knicks de New York        | Morehead State        |
| 12   | Dorie Murrey                 | États-Unis  | Pistons de Détroit        | Detroit               |
| 13   | Joe Ellis (arrière/ailier)   | États-Unis  | Warriors de San Francisco | San Francisco         |
| 14   | Dick Snyder (arrière/ailier) | États-Unis  | Hawks de Saint-Louis      | Davidson              |
| 15   | Neil Johnson (ailier/pivot)  | États-Unis  | Bullets de Baltimore      | Creighton             |
| 16   | Jerry Lee Wills              | États-Unis  | Royals de Cincinnati      | Oklahoma City         |
| 17   | Hank Finkel (pivot)          | États-Unis  | Lakers de Los Angeles     | Dayton                |
| 18   | Leon Clark                   | États-Unis  | Celtics de Boston         | Wyoming               |
| 19   | Bill Melchionni (arrière)    | États-Unis  | 76ers de Philadelphie     | Villanova             |
| 20   | Erwin Mueller (pivot/ailier) | États-Unis  | Bulls de Chicago          | San Francisco         |

### Joueurs notables sélectionnés plus bas
| Rang   | Joueur                 | Nationalité | Équipe NBA            | Université/Lycée/Club |
| ------ | ---------------------- | ----------- | --------------------- | --------------------- |
| 27 (3) | John Block+ (ailier)   | États-Unis  | Lakers de Los Angeles | USC                   |
| 37 (4) | Archie Clark* (meneur) | États-Unis  | Lakers de Los Angeles | Minnesota             |